# Robert Collett
Pour les articles homonymes, voir Collett.
Robert Collett est un zoologiste norvégien, né le 2 décembre 1842 à Oslo et mort le 27 janvier 1913 dans cette même ville.
Il travaille sur les vertébrés, principalement les poissons. À partir de 1864, il est le conservateur du musée de zoologie d’Oslo. En 1882, il en devient son directeur et, à partir de 1884, il y occupe de plus un poste d’enseignement. Ses collections de coléoptères et d’arachnides de Norvège sont conservées au musée de zoologie d’Oslo. Il est notamment l’auteur de Norges pattedyr (Mammifères norvégiens). Il devient membre étranger de la Zoological Society of London en 1893.

## Distinctions
- Commandeur de l'ordre de Saint-Olaf

## Liste partielle des publications
- 1895 : On a new agonoid fish (Agonus gilberti) from Kamtschatka. Proc. Zool. Soc. Lond., 1894 (pt. 4) : 670-675, pl. 45.